# Cowboy Casanova
Pour les articles homonymes, voir Cowboy.
Singles de Carrie Underwood
I Told You So
(2009) Temporary Home
(2009)
Pistes de Play On
- Quitter
(2)
Cowboy Casanova est une chanson de la chanteuse de musique country américaine Carrie Underwood. Elle fut le single principal de son troisième album studio Play On. Underwood collabora avec les producteurs Brett James et Mike Elizondo pour écrire cette chanson. Elle fut produite par Mark Bright. La chanson est sortie officiellement le 14 septembre 2009.